# Мюлендаль
Мюлендаль (нем. von Mühlendahl) — дворянский род.

## Происхождение и история рода
Потомство Якова Мюлендаль, произведённого в 1794 г. в ротмистры, позднее отставного подполковника. Определением Правительствующего Сената от 27 мая 1874 года, его сын, Карл-Густав Яковлевич Мюлендаль (1811—1891), чиновник по особым поручениям при Эстляндском губернаторе, вместе с женой Констанцией-Густавой-Елизаветой, и их дети:
- Яков-Иоганн
- Павел-Александр
- Георгий
- Александра-Елизавета
- Анна-Екатерина
- Елена-Вильгельмина
- Мария-Шарлотта,

утверждены в потомственном дворянском достоинстве. Род фон Мюлендаль внесен в рыцарский матрикул Эстляндской губернии 17.06.1882.

## Описание герба
В лазуревом щите золотое зубчатое колесо водяной мельницы с четырьмя спицами. В золотой главе щита стоящий на трех лапах, четвёртая поднята, лазуревый лев, обращенный вправо, с червлеными глазами и языком.
На щите дворянский коронованный шлем. Нашлемник: встающий лазуревый лев с червлеными глазами и языком держит в лапах золотую секиру. Намёт на щите лазуревый, подложенный золотом.